# 天王星の大気

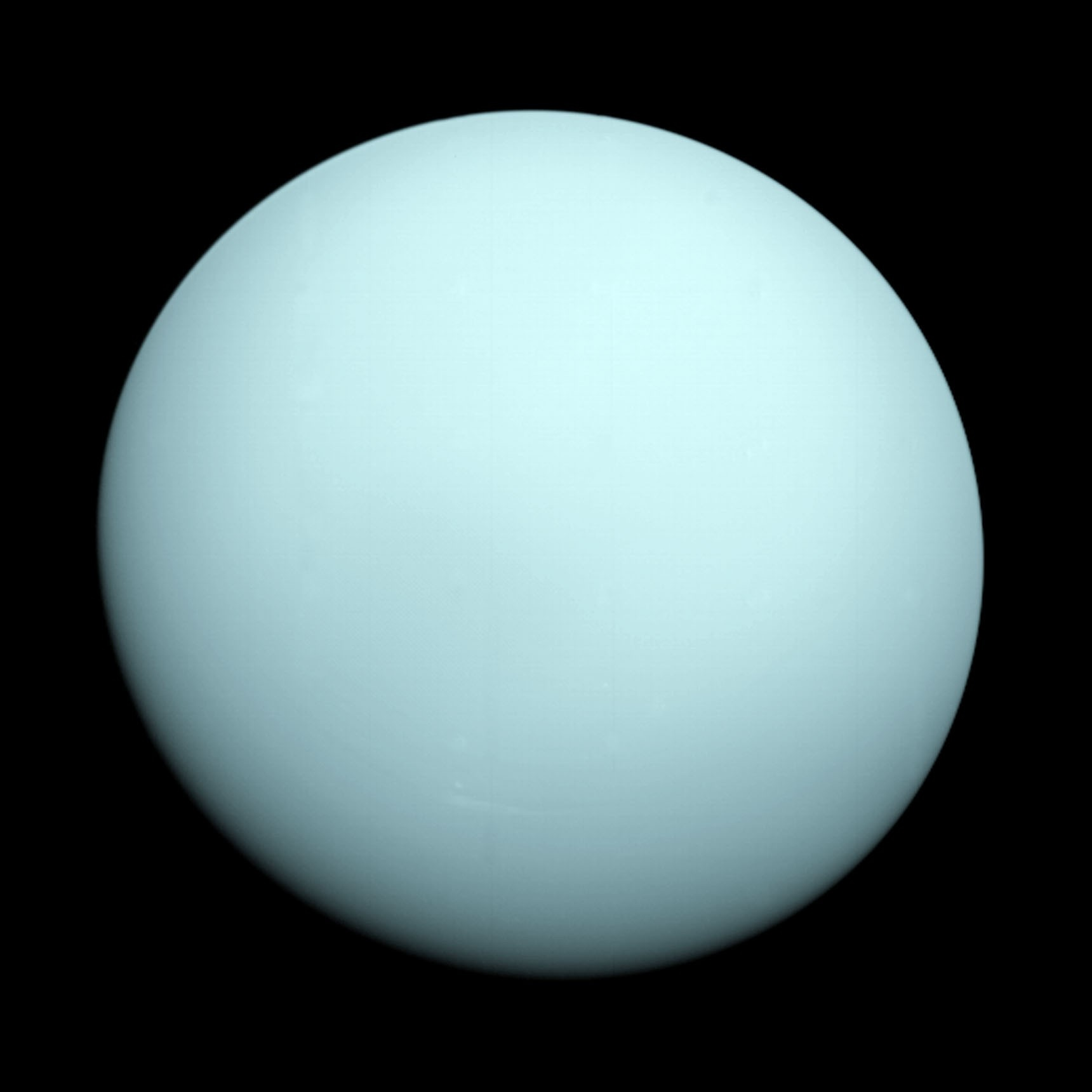
ボイジャー2号の撮影した天王星

天王星の大気(Atmosphere of Uranus)は、木星や土星等の木星型惑星の大気と同様に、主に水素とヘリウムで構成されている。深部では、水、アンモニア、メタン等の揮発物が多い。上層はその反対で、温度が低いため、水素、ヘリウムより重い気体はほとんどない。天王星の大気は、太陽系の全ての惑星の中で最も冷たく、49Kにも達する。
天王星の大気は、主に3つの層に分けられる。高度-300kmから50kmで気圧100から0.1バールの対流圏、高度50kmから4000kmで気圧0.1から10-10バールの成層圏、高度4000kmから天王星の半径の数倍までに至る熱圏（外気圏）である。地球の大気とは異なり、天王星の大気には中間圏はない。
対流圏には、4つの雲の層がある。メタンの雲は約1.2バール、硫化水素とアンモニアの雲は3から10バール、硫化水素アンモニウムの雲が20から40バール、そして水の雲が50バール以下の高さにある。上2つの雲の層だけが直接観測可能である。雲の上には、光化学もやのいくつかの希薄な層がある。恐らく惑星内部の対流が遅いため、対流圏に個別の明るい雲は稀であるが、これらの雲の観測は、240m/sにも達する高速の帯状風の測定に使われている。
近接観測は1986年に惑星を通過したボイジャー2号によるデータしかなく、天王星の大気の詳細については判明していない部分も多い。

## 観測と探索
天王星の内部にははっきりした固体の表面はないが、天王星の気体外層の最も外側部分（遠隔探査ができる領域）が大気と呼ばれる。遠隔探査は、気圧1バールの高度の約300km下まで可能であり、その高度の気圧は100バール、気温は320Kに相当する。
天王星の大気の観測の歴史は長く、失敗と挫折の連続であった。天王星は比較的暗い天体で、角直径は4秒以下である。プリズムを通した天王星の最初のスペクトルは、1869年と1871年にアンジェロ・セッキとウィリアム・ハギンズによって最初に観測され、いくつかの暗い帯が発見されたが、同定はできなかった。また、太陽のフラウンホーファー線も検出できず、この事実は後にノーマン・ロッキャーによって、天王星は太陽光を反射しているのではなく、自身で光を発していると解釈された。しかし1889年、天王星の紫外線スペクトル写真から太陽のフラウンホーファー線が観測され、天王星は光を反射して輝いていることが決定的に証明された。可視光スペクトル中の太い黒い帯の正体は、1940年代まで謎のまま残った。
天王星のスペクトルを解析する鍵は、1930年代にルーペルト・ヴィルトとヴェスト・スライファーによって発見された。彼らは、543、619、925、865、890 nmの暗い帯がメタンに属していることを発見した。これらは非常に弱く、長い光路長を必要とするため、それまで検出されなかった。これは、天王星の大気は、他の木星型惑星の大気と比べてかなり深い部分まで透明であることを意味した。1950年、ジェラルド・カイパーは、827nmの別の薄い暗い帯の存在に気付いたが、同定はできなかった。1952年、ゲルハルト・ヘルツブルクは、この帯が水素分子の弱い四極子の吸収線であることを示し、これが天王星で検出された2つ目の物質となった。1986年まで、メタンと水素の2つだけが天王星の大気の既知の気体であった。1967年から始まった遠赤外線スペクトル観測は、天王星の大気が継続的に太陽から受けたのとおおよそ同量の放射をしており、観測される温度を説明するのに内部の熱源は必要ないことが示している 。1986年のボイジャー2号による観測までは、特に顕著な特徴は観測されなかった。
1986年1月、ボイジャー2号が天王星から最接近時で10万7,100kmの地点を通過し、大気の最初の接近画像とスペクトルを提供した。これにより、天王星の大気は、主に水素とヘリウム、約2%のメタンから構成されていることが確認された。大気の透明度は高く、成層圏及び対流圏にもやはなく、限られた数の雲だけが観測された。
1990年代と2000年代には、ハッブル宇宙望遠鏡や補償光学を備える地上の望遠鏡（W・M・ケック天文台やNASA赤外線望遠鏡施設）が地球から天王星の雲を観測することを初めて可能とした。天王星の雲の追跡により、ボイジャー2号の観測データしかなかった天王星の風速の再測定が可能となり、天王星の大気のダイナミクスの研究も可能となった。

## 組成
天王星の大気の組成は、天王星全体の組成とは異なっており、主に水素とヘリウムから構成されている。ヘリウムのモル分率は、ボイジャー2号の遠赤外線及び電波掩蔽の観測から決定された。今日受け入れられている値は、上層対流圏で0.152 ± 0.033であり、質量分率では0.262 ± 0.048に相当する。この値は、原始星のヘリウムの質量分率0.2741 ± 0.0120に非常に近く、木星型惑星のようにヘリウムが惑星内部に沈み込んでいないことを示している。
4番目に多い成分はメタンであり、地上からの分光観測によってしばしば報告されていた。メタンは可視光及び近赤外光帯に目立つ吸収帯を持ち、天王星をアクアマリン色またはシアン (色)に見せている。1.3バールのメタンの雲の層より下では、メタン分子のモル分率は、太陽の10倍から30倍に相当する約2.3%になる。対流圏界面の極度の低温のために飽和度が低下し、過剰なメタンが凝結するため、混合比は大気上層で低い。メタンは、雲の上の対流圏上層では飽和に達していないようであり、そこでの分圧はわずか30%である。大気下層に存在するアンモニア、水、硫化水素等のより割合の少ない揮発物質の濃度はほとんど分かっていない。しかしメタンについては、その存在量は恐らく太陽の値よりも20倍から30倍大きく、もしかすると数百倍になるかもしれないと考えられている。
天王星の大気の同位体存在比についての情報は非常に限られている。唯一既知の同位体存在比は、1990年代に赤外線宇宙天文台で測定された重水素と水素の比で、5.5+3.5-1.5×10-5である。これは木星で測定された原始星の値2.25 ± 0.35×10-5よりも大きい。重水素はほぼ全てが、通常の水素と結合した重水素化水素の形で見られる。
スピッツァー宇宙望遠鏡による赤外分光や紫外線掩蔽の観測で、痕跡量の複雑な炭水化物が成層圏で見つかった。エタン、アセチレン、メチルアセチレン、ジアセチレン等が含まれ、太陽の紫外線等による光分解でメタンから生成されたと考えられている。赤外分光では、成層圏で水蒸気や一酸化炭素、二酸化炭素等が見つかっているが、これらは流星塵や彗星等の外的な要因で持ち込まれたと考えられている。

## 構造

天王星の対流圏と成層圏下層の温度構造。雲やもやの層も示されている。

天王星の大気は、主に3つの層に分けられる。高度-300km から50kmで気圧100から0.1バールの対流圏、高度50kmから4000kmで気圧0.1から10-10バールの成層圏、高度4000kmから天王星の半径の数倍までに至る熱圏（外気圏）である。地球の大気とは異なり、天王星の大気には中間圏はない。

### 対流圏
対流圏は最下層で最も密度の高い層であり、高度とともに気温は低下する。対流圏の最下層-300kmの320Kから最上層50kmの53Kまで低下する。対流圏の上界の気温は、実際は緯度によって49Kから57Kの範囲で変化し、最も低いのは南緯25°付近である。対流圏には大気の質量のほぼ全てが含まれる。また惑星からの遠赤外線での熱放射のほとんどを占めており、その実効温度は59.1 ± 0.3 Kである。
対流圏には複雑な雲の構造が存在すると考えられている。水の雲は50から300バール、硫化水素アンモニウムの雲は20から40バール、アンモニアまたは硫化水素の雲は3から10バール、メタンの雲は1から2バールの範囲に分布していると考えられている。ボイジャー2号の電波掩蔽実験で1.2から1.3バールの範囲でメタンの雲が直接検出されたが、その他全ての雲の層の存在は、未だ不確かである。硫化水素の雲の層は、硫黄と窒素の存在比が太陽の値0.16よりもかなり大きい時にのみ存在できる。そうでないと、全ての硫化水素がアンモニアと反応し、硫化水素アンモニウムを形成してしまい、その代わりにアンモニアの雲が3から10バールの範囲に存在することになる。窒素に対する硫黄の存在量が多いということは、硫化水素アンモニウムの雲が形成される20から40バールの領域でアンモニアが枯渇していることを示唆する。これは、水の雲の水滴中または深部にある水とアンモニアのイオンの海でのアンモニアの分解によって説明できる。
上の2つの雲の層の正確な存在位置については、いくらか議論がある。上述の通り、メタンの雲はボイジャー2号によって1.2バールから1.3バールでの存在が直接検出された。この結果は後にボイジャー2号の画像の解析で裏付けられた。アンモニアまたは硫化水素の雲の上端は、可視光及び近赤外光の分光データにより、3バールであることが分かっている。しかし、最近の1から2.3μmの波長の分光データの分析では、メタンの雲の上端が2バール、より低い層の雲の上端が6バールであることが示された。この矛盾は、天王星の大気中でのメタンの吸収に関する新しいデータが得られるようになって解決された。2つの上層の雲の光学的深さは、緯度によって変化する。両方とも極では赤道に比べて薄くなるが、2007年にはメタンの雲の層の光学的深さは、南極のpolar collarが所在する南緯45度で極大となった。
対流圏は非常にダイナミックで、強い帯状風、明るいメタンの雲、暗い斑点、季節の変化等が見られる。

### 成層圏

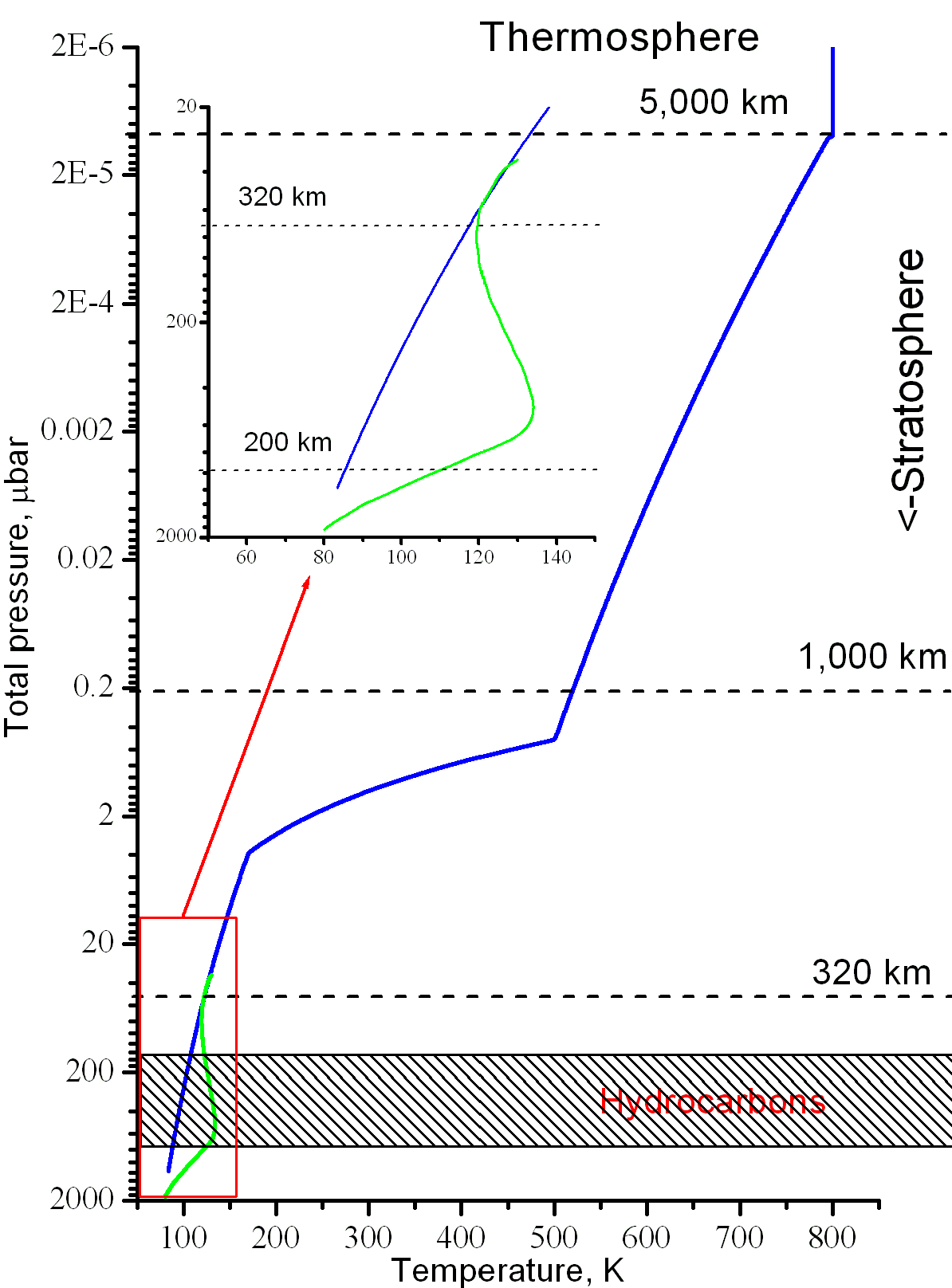
天王星の成層圏と熱圏の温度構造。影を付けた領域は炭化水素が凝縮している場所である。

成層圏は、天王星の大気で中間の層であり、気温は、対流圏との境の53Kから高度に伴って徐々に増加し、熱圏の底では800Kから850Kになる。成層圏の熱源は、熱い熱圏からの下向きの熱伝導と、太陽からの紫外線や赤外線のメタンや炭化水素による吸収である。メタンは冷たい対流圏界面を通って成層圏に入るが、ここでの水素分子に対する混合比は、飽和の3分の1の約3×10-5である。気圧0.1ミリバールに相当する高度では、この値は、約10-7まで低下する。
メタンより重い炭化水素は、気圧10から0.1ミリバール、気温100Kから130Kに相当する高度160kmから320kmの比較的狭い層に存在する。成層圏でメタンに次いで豊富な炭化水素は、アセチレンとエタンであり、混合比は約10-7である。メチルアセチレンやジアセチレン等のさらに重い炭化水素の混合比は、さらに3桁低い約10-10である。成層圏の気温と混合比は、時間と緯度により異なる複雑な炭化水素は成層圏の冷却に寄与しており、特にアセチレンは、13.7μmの波長に強い輝線を持つ。
炭化水素に加え、成層圏には一酸化炭素や痕跡量の水蒸気、二酸化炭素が含まれる。一酸化炭素の混合比は約3×10-8で、炭化水素の混合比と非常に近いが、二酸化炭素と水の混合比はそれぞれ約10-11、8×10-9である。これらの3つの化合物は、成層圏に比較的均一に分布し、炭化水素のような狭い層に閉じ込められることはない。
エタン、アセチレン、ジアセチレンは、成層圏の冷たく低い部分で可視光の光学的深さが約0.01のもやの層を形成する。それぞれ、14ミリバール、2.5ミリバール、0.1ミリバールに相当する高度で凝縮が起きる。天王星の成層圏中の炭化水素の濃度は、他の木星型惑星の成層圏中の濃度よりかなり低く、天王星の大気でもやよりも上の層は非常に見通しが良く透明である。この枯渇は、垂直方向の弱い混合のためであり、天王星の成層圏には不透明度が少なく、その結果、他の木星型惑星よりも冷たくなる。もやは天王星の表面で不均一に分布する。1986年の至点では、太陽側の極近くに集まり、紫外光で暗く見える部分を形成した。

### 熱圏と電離圏
数千kmも広がる天王星の大気の最も外側の層は、熱圏/外気圏であり、温度800Kから850Kで一定している。これは、例えば土星の熱圏で観測される420Kよりもかなり高い。このような高温を維持するのに必要な熱源については未だ分かっていない。太陽の紫外線や極紫外線の放射、オーロラの活動では必要なエネルギーは得られないと考えられているが、成層圏に炭化水素が欠けていることによる弱い冷却効率がこの現象に寄与している可能性はある。水素分子に加え、熱圏には高い割合の自由水素原子が存在るが、低い高度で拡散するヘリウムは存在しないと考えられている。
熱圏と成層圏上層は多くのイオンや電子を含み、電離圏を形成している。ボイジャー2号による電波掩蔽観測により、電離圏は高度1,000kmから10,000kmの間に存在し、特に1,000kmから3,500kmの間が濃い層になっていることが示された。天王星の電離圏の電子密度は、平均で104cm-3であり、最高で105cm-3に達する。電離圏は、主に太陽の紫外線放射によって維持され、その密度は太陽変動に依存する。天王星のオーロラの活動は、木星や土星ほど活発ではなく、イオン化にはほとんど寄与しない。高い電子密度は、部分的には成層圏に炭化水素が少ないことも原因である。
電離圏や熱圏に関する情報源の1つは、地上からのプロトン化水素分子の中赤外線（3-4μm）の強い放射の観測である。合計の放射力は1-2×1011Wとなり、近赤外線の水素四極子放射よりも1桁強い。プロトン化水素分子は、電離圏の主要な冷却剤の1つとしても機能する。
天王星の大気上層は、dayglowまたはelectroglowと呼ばれる遠紫外線（90-140nm）の放射源となっており、プロトン化水素分子の赤外線放射と同様に、ほとんどが惑星の太陽側の半球から放射されている。全ての木星型惑星の電離圏で生じるこの現象は、発見当時は謎であったが、現在は太陽放射または光電効果により励起された水素原子や水素分子からの紫外線蛍光と解釈されている。

#### 水素コロナ
平均自由行程がスケールハイトを超える熱圏の上層は、外気圏と呼ばれる。天王星の外気圏の下の境界は、高度約6,500km、惑星半径の4分の1であり、惑星半径の数倍まで広がっている。主に水素原子で構成されており、しばしば天王星の水素コロナと呼ばれる。熱圏の底部の高温と比較的高い気圧が、天王星の外気圏がこれほど広がっている一因であると考えられている。コロナの水素原子の密度は、惑星からの距離に応じてゆっくりと低下し、天王星の半径の数倍のところでは、1cm3当たり数百個となる。この肥大化した外気圏の効果として、天王星の軌道中の小粒子が引っ張られ、天王星の環から塵を枯渇させる。代わりに落ち込んだ塵は、惑星の大気上層に混ざる。

## ダイナミクス

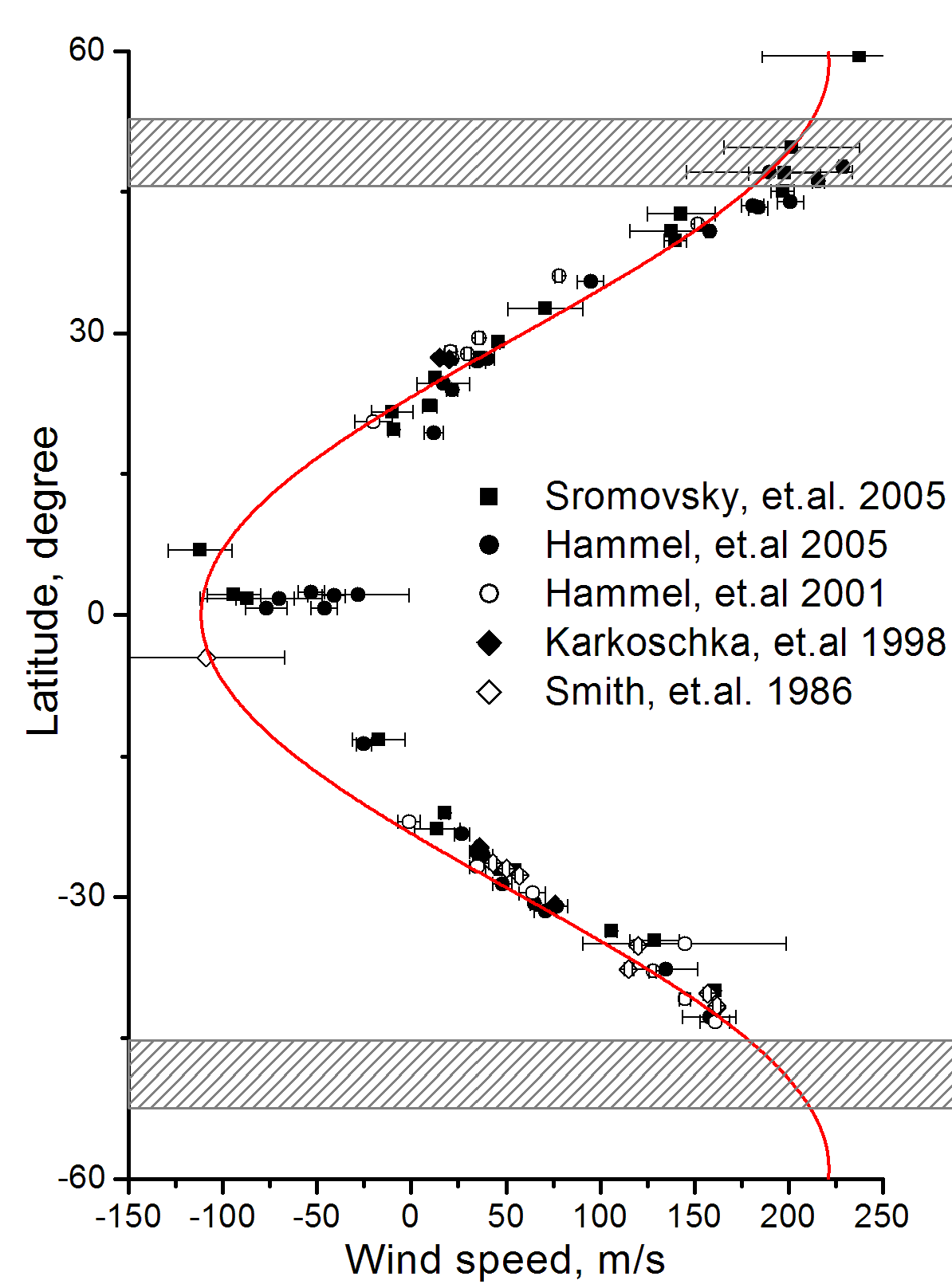
天王星の帯状風の速度。影を付けた領域は、南北のpolar collarを示している。赤い曲線は、データのsymmetrical fitである。

天王星は比較的穏やかな見た目を持ち、木星や土星で見られるような色の付いた太い帯や大きな雲は見られない。1986年までは、天王星の大気で際立った構造は観測されなかった。ボイジャー2号で観測された最もはっきりした構造は、-40°から-20°の間の低緯度地域の暗い領域と南極の明るい極冠である。極冠の北の境界は、緯度約-45°である。最も明るい帯は極冠の端近く-50°から-45°に位置し、polar collarと呼ばれる。1986年の至点から存在していた南極の極冠は、1990年代に消失した。2007年の分点の後、南極のpolar collarも消失し始めたが、2007年に初めて観測された45°から50°に位置する北極のpolar collarは以前よりもはっきりと成長し始めた。
天王星の大気は、他の木星型惑星と比べると穏やかである。1986年以来、両半球の中緯度の極限られた数の小さな明るい雲と1つの暗点が観測された。緯度-34°に位置し、Bergと呼ばれる明るい雲のうちの1つは、恐らく少なくとも1986年から継続して存在し続けている。天王星の大気では、赤道付近で逆行方向の比較的強い帯状風が吹くが、緯度±20°では、局地へ向かう順行方向に変わる。風速は、赤道では-50から-100m/sで、緯度50°付近では240m/sにもなる。2007年の分点以前に測定された風の性質はいくらか非対称で、南半球の方が強く、この半球が太陽に照らされていた2007年以前には、季節の変化を見せた。2007年以降は、北半球の風が加速し、南半球の風は減速した。
天王星は、84年の周期でかなり豊かな四季の変化を見せる。一般的に、至点の近くではより明るくなり、分点の近くではより暗くなる。四季の変化の大部分は、この配置の変化による。また、大気の反射性の固有の変化も存在し、周期的に極冠が暗くなったり明るくなったり、またpolar collarが表れたり消えたりする。